# LiveLoveA$AP
LiveLoveA$AP je prvi miksani album repera ASAP Rockya koji je objavljen 31. listopada 2011. godine. Album sadrži dvije promotivne pjesme "Peso" i "Purple Swag". Spot za pjesmu "Peso" snimljen je u kolovozu 2011., a za pjesmu "Purple Swag" u srpnju 2011. godine. Gosti na albumu su Fat Tony, Schoolboy Q i članovi grupe ASAP Ty Beats čiji je član i ASAP Rocky.

## Popis pjesama
| Br. | Skladba                                                           | Trajanje |
| --- | ----------------------------------------------------------------- | -------- |
| 1.  | »Palace«                                                          | 2:42     |
| 2.  | »Peso«                                                            | 2:47     |
| 3.  | »Bass«                                                            | 3:17     |
| 4.  | »Wassup«                                                          | 2:38     |
| 5.  | »Brand New Guy« (featuring Schoolboy Q)                           | 4:48     |
| 6.  | »Purple Swag: Chapter 2« (featuring Space Ghost Purp & ASAP Nast) | 2:47     |
| 7.  | »Get Lit« (featuring Fat Tony)                                    | 2:58     |
| 8.  | »Trilla« (featuring ASAP Twelvy & ASAP Nast)                      | 4:04     |
| 9.  | »Keep It G« (featuring Chace Infinite & Space Ghost Purp)         | 3:49     |
| 10. | »Kissin' Pink« (featuring ASAP Ferg)                              | 3:31     |
| 11. | »Houston Old Head«                                                | 4:18     |
| 12. | »Acid Drip«                                                       | 2:43     |
| 13. | »Leaf« (featuring Main Attrakionz)                                | 4:52     |
| 14. | »Roll One Up«                                                     | 3:00     |
| 15. | »Demons«                                                          | 2:48     |
| 16. | »Out Of This World«                                               | 2:39     |

## Vanjske poveznice
- LiveLoveA$AP na Allmusicu
- LiveLoveA$AP na Discogsu